# The Winchester Woman
The Winchester Woman è un film muto del 1919 diretto da Wesley Ruggles e interpretato da Alice Joyce.
Prodotto e distribuito dalla Vitagraph Company of America, il film uscì nelle sale nel settembre 1919.

## Trama
Assolta dall'accusa di aver ucciso il marito, la signora Anne Winchester lascia Nashville per rifarsi una vita altrove. Si trasferisce in una piccola località di Long Island dove conosce David Brinton, un vedovo con cui intreccia una relazione sentimentale. Brinton ha una figlia, Julia, che viene corteggiata da Alan Woodward, un uomo che ha delle mire poco oneste sulla ragazza. Anne vorrebbe smascherare il seduttore, ma Woodward, che l'ha riconosciuta, minaccia di svelare il suo passato a Brinton. Lei cerca di avvisare la ragazza, chiedendole di non fuggire con Woodward ma la giovane non vuole ascoltarla. Anne, allora, si presenta lei all'appuntamento e, travestita, si fa passare per Julia. Insieme, i due si recano in una città vicina dove salgono in una camera d'albergo. Lì, Anne rivela la sua vera identità: aggredita da Woodward, fugge via e l'uomo, ubriaco, cade dalla finestra.
Per la seconda volta, Anne - che durante l'inchiesta è sempre stata sostenuta dal fedele David - viene sospettata di omicidio ma, per fortuna, riesce a dimostrare la sua innocenza, provando che al momento della caduta dell'uomo, lei si trovava nell'atrio dell'albergo.

## Produzione
Il film fu prodotto dalla Vitagraph Company of America.

## Distribuzione
Distribuito dalla General Film Company, il film uscì nelle sale cinematografiche statunitensi nel settembre 1919
Il film è considerato perduto.